# 大諾蓋部落
大諾蓋部落，是諾蓋人的遊牧國家組織，在十六世紀下半葉與諾蓋汗國主體分離。

## 歷史
1557年，諾蓋汗國的不剌德別克承認自己是伊凡雷帝的附庸。在這時候，諾蓋汗國分為留在伏爾加草原地區的大諾蓋部落和不想承認莫斯科宗主權的小諾蓋部落（庫班部落），並在卡齊米爾扎的領導下向西遷移到亞速和庫班地區。
1577年，汗國的首都薩萊楚克被俄羅斯軍隊佔領。
在十七世紀初，烏拉爾河到伏爾加河兩岸的諾蓋遊牧民族地區居住著卡爾梅克人。1628-1630年，卡爾梅克人在和鄂爾勒克率領下進攻大諾蓋部落，佔領了伏爾加河和烏拉爾河的交匯處，1634年，卡爾梅克人再次進攻諾蓋大部落並擊敗了它，消滅了部分諾蓋人。大諾蓋人的殘餘逐漸加入了哈薩克人和卡拉卡爾帕克人，並部分被迫遷移到伏爾加河右岸，與小諾蓋部落一起生活。
最終，大部分諾蓋人遷移到北高加索地區。